# Johann Gottlieb Radlof
Johann Gottlieb Radlof (* 27. März 1775 in Lauchstädt; † 1827 oder 1829 oder um 1846 in Berlin) war ein deutscher Lehrer und Sprachwissenschaftler.

## Leben
Johann Gottlieb Radlof war ein Sprachforscher, dessen Leistungen sowohl von Jacob wie auch von Wilhelm Grimm anerkannt wurden. Er veröffentlichte Aufsätze über die deutsche Sprache in verschiedenen Zeitschriften, unter anderem in Wielands „Neuem teutschem Merkur“. Auf Anraten von Christian Heinrich Wolke ging er 1804 nach Braunschweig. Ab 1806 lebte er in Leipzig und in Heidelberg und hielt sich schließlich ein Jahr lang in Erlangen als Privatgelehrter auf. Nach München kam er 1809 und fasste endlich festen Fuß. 1811 wurde er Diurnist bei der Bibliothek. Seine erste größere Schrift „Trefflichkeiten der südteütschen [sic] Mund Arten zur Verschönerung und Bereicherung der Schrift Sprache“ erschien 1811 und machte ihn in Fachkreisen bekannt. Die für Erforschung der deutschen Sprache eifrig bemühte Münchener Akademie war auf Radlof aufmerksam geworden und schrieb einen Preis für deutsche Grammatik aus, der Radlof zugeschrieben und vergütet wurde. Das gleichzeitig ausgesetzte Jahresgehalt wurde allerdings nicht von Minister Montgelas genehmigt. Radlof entschied sich daraufhin erneut für einen Ortswechsel und ging 1816 nach Frankfurt am Main. Die Akademie ernannte ihn darauf zum korrespondierenden Mitglied der Philologisch-philosophischen Klasse. Im gleichen Jahre veröffentlichte er eine Sammlung über deutsche Mundarten. 1817 erschien sein Werk „Die Sprachen der Germanen in ihren sämmtlichen Mundarten dargestellt und erläutert durch die Gleichniss Reden vom Säemanne und dem verlorenen Sohne, samt einer kurzen Geschichte des Namens der Teütschen“.
1818 erhielt Radlof eine Professur in Bonn und veröffentlichte dort Aufsätze und Theaterstücke sowie ein Wilhelm von Humboldt gewidmetes Bändchen über die deutschen Mundarten in Italien sowie weitere sprachwissenschaftliche Untersuchungen über deutsche Dialekte und Mundarten. Seit 1822 im Ruhestand, ging er danach nach Berlin, wo er 1823 bis 1826 an der Universität lehrte.

## Werke
- Trefflichkeiten der südteütschen Mundarten zur Verschönerung und Bereicherung der SchriftSprache. München und Burghausen 1811 (Digitalisat)
- Frankreichs Sprach- und GeistesTyranney über Europa. Leipzig 1814 (Digitalisat)
- Teutschlands Ruhmhallen. München 1814 (Digitalisat)
- Die Sprachen der Germanen in ihren sämmtlichen Mundarten. Frankfurt a. M. 1817 (Digitalisat)
- Ausführliche Schreibungslehre der teutschen Sprache. Frankfurt a. M. 1820 (Digitalisat)
- Die irregulären Verbe und Deponente des Lateins. Bonn 1821 (Digitalisat)
- Mustersaal aller teutschen Mund-arten. Bd. 1, Bonn 1821 (Digitalisat); Bd. 2, Bonn 1822 (Digitalisat)
- Neue Untersuchungen des Keltenthumes zur Aufhellung der Urgeschichte der Teutschen. Bonn 1822 (Digitalisat)
- Zertrümmerung der großen Planeten Hesperus und Phaëton, und die darauf folgenden Zerstörungen und Ueberflutungen auf der Erde. Berlin 1823 (Digitalisat)
- Teutschkundliche Forschungen und Erheiterungen für Gebildete. Bd. 1, Berlin 1825 (Digitalisat); Bd. 2, Berlin 1826 (Digitalisat); Bd. 3, Berlin 1827 (Digitalisat)